# 高貝弘也
高貝 弘也（たかがい ひろや、1961年8月30日 - ）は、日本の詩人。

## 略歴
東京都品川区生まれ。東京都立国立高等学校、京都大学文学部仏文科卒業。「歴程」および「cow」同人。
1982年城戸朱理、田野倉康一、広瀬大志と「洗濯船」創刊。1995年粕谷栄市、江代充、法橋太郎と「幽明」創刊。同年『生の谺』で第6回歴程新鋭賞受賞。2001年『再生する光』で第19回現代詩花椿賞受賞。2004年『半世記』で第12回萩原朔太郎賞候補、第29回地球賞受賞。2009年『子葉声韻』で第39回高見順賞および第9回山本健吉文学賞受賞。2010年『露光』で第48回藤村記念歴程賞受賞。

## 著書
- 中二階 洗濯船石鹸詩社 1984.4
- 深沼 洗濯船石鹸詩社 1986.5
- 敷き藺 思潮社 1987.8
- 薄林飛巻子抄 書肆山田 1989.4
- 漂子 思潮社 1991.10
- 播種の鎮魂 矢立出版 1993
- 生の谺 思潮社 1994.9
- 再生する光 思潮社 2001.8
- 高貝弘也詩集 思潮社 2002.12 (現代詩文庫)
- 半世記 書肆山田 2004.7
- 縁の実の歌 思潮社 2006.6
- 子葉声韻 思潮社 2008.10
- 白秋 書肆山田 2008.6
- 露光 Le livre de luciole 書肆山田、2010.7
- 露地の花 思潮社、2010.10
- 白緑 思潮社、2012.9
- 紙背の子 思潮社、2020.9